# Leszek Ułasiewicz
Leszek Henryk Ułasiewicz (ur. 1 marca 1934 w Warszawie, zm. 3 grudnia 2024 tamże) – polski łyżwiarz szybki i trener łyżwiarstwa.

## Kariera sportowa
W 1952 został studentem Akademia Wychowania Fizycznego w Warszawie, trenował łyżwiarstwo w AZS-AWF Warszawa. Po ukończeniu studiów w 1955 był zawodnikiem WKS Zakopane, w 1961 został trenerem Sarmaty Warszawa. Jego zawodnikami byli m.in. Romana Troicka, Sławomir Grasza, Grzegorz Wysocki, Stanisław Kłotkowski, Jerzy Liebchen, Krzysztof Ferens, Henryk Szandala, Małgorzata Tomporowska i Jan Miętus. Prowadził także polską kadrę na Zimowych Igrzyskach Olimpijskich w Innsbrucku (1964).  Od 1969 pracował w Polskim Związku Łyżwiarstwa Szybkiego, w I połowie lat 70. był trenerem kadry męskiej, następnie przez wiele lat pełnił funkcję kierownika wyszkolenia PZŁS, w latach 80. był trenerem kadry żeńskiej, pomagał także Wiesławowi Kmiecikowi w kadrze męskiej, m.in. na Zimowych Igrzyskach Olimpijskich w Lillehammer (1994). Przeszedł na emeryturę w 2003.
Postanowieniem prezydenta RP Aleksandra Kwaśniewskiego z 7 listopada 2001 został odznaczony Krzyżem Kawalerskim Orderu Odrodzenia Polski Orderu Odrodzenia Polski za wybitne zasługi na rzecz rozwoju łyżwiarstwa szybkiego.